# Selves tropicals de Gondwana
Les selves tropicals Gondwana d'Austràlia, anteriorment conegudes com les reserves de selves centreorientals d'Austràlia, són les més extenses zones de selva pluvial subtropical del món. La reserva inclou 50 reserves separades que sumen un total de 3.665 km², agrupats al voltant de la frontera de Nova Gal·les del Sud - Queensland. Està inscrita a la llista del Patrimoni de la Humanitat de la UNESCO des del 1986 i ampliat el 1994.
Les àrees de Queensland inclouen: 
- Parc Nacional de Lamington
- Parc Nacional de Springbrook
- Parc Nacional de Muntanya Barney
- Parc Nacional de Muntanya Chinghee
- Parc Nacional de Muntanyes Principals

i altres 37 parcs nacionals i àrees protegides.
Les àrees de Nova Gal·les del Sud inclouen: 
- Parc Nacional de Dorrigo
- Parc Nacional de Cims Barrington
- Parc Nacional de Muntanya Notes
- Parc Nacional de Nova Anglaterra
- Parc Nacional de Rius Salvatges d'Oxley
- Parc Nacional de Washpool
- Parc Nacional de Werrikimbe
- Parc Nacional de Willi Willi